# Charlotte Dod
Charlotte Dod, detta Lottie (Bebington, 24 settembre 1871 – Sway, 27 giugno 1960), è stata una tennista e arciera britannica.
Benché meglio nota come tennista fu sportiva molto versatile, dedicandosi infatti anche all'hockey su prato, al golf e al tiro con l'arco.
Vinse per ben cinque volte il singolare femminile al torneo di Wimbledon; la prima volta nel 1887, a soli 15 anni. Detiene il record della vincitrice del singolare più giovane, poiché Martina Hingis vinse il doppio femminile nel 1996 a un'età di tre giorni inferiore.
Oltre al tennis ottenne buoni risultati in altri sport: vinse il British Ladies Amateur Golf Championship, fu per due volte membro della nazionale britannica di hockey su prato (della quale fu una fondatrice), e vinse una medaglia d'argento nel tiro con l'arco ai Giochi olimpici di Londra nel 1908.
Il Guinness dei primati la cita come sportiva donna più versatile di tutti i tempi insieme all'atleta e golfista Babe Zaharias.

## Biografia
Charlotte nacque a Bebington, Cheshire figlia di Joseph e Margaret Dod. Il padre, originario di Liverpool, era un ricco mercante di cotone, la famiglia era quindi benestante, Lottie e il fratello Willy non ebbero mai bisogno di lavorare. Così come la sorella tutti i fratelli (oltre a Willy vi era una sorella, Annie, e un altro fratello, Tony) erano eccellenti sportivi, Annie era una buona tennista, giocava a golf e pattinava su ghiaccio, Willy Dod fu medaglia d'oro nel tiro con l'arco nel 1908 mentre Tony che era un buon arciere a livello regionale, era un ottimo tennista e scacchista.
Quando Charlotte aveva nove anni nei pressi della tenuta di famiglia vennero costruiti due campi da tennis, lo sport, inventato nel 1873, era molto di moda presso le famiglie benestanti e tutti i giovani Dod iniziarono a praticarlo.

### Tennis
Nel 1883 Lottie prese parte, insieme alla sorella Annie, più anziana di otto anni, al suo primo torneo di tennis, il Northern Championship di Manchester. Le due sorelle vennero sconfitte al primo turno del doppio da Hannah Keith e Amber McCord, vinsero però il torneo di consolazione.
Due anni dopo, nello stesso torneo, Lottie suscitò scalpore quando in finale giocò alla pari con la campionessa di Wimbledon Maud Watson, fu sconfitta 8 – 6, 7 – 5, vinse, insieme alla sorella, il doppio. In precedenza aveva vinto il singolare, il doppio e il doppio misto al torneo di Waterloo, da questa serie di successi nacque il soprannome di "Little Wonder" affibbiatole dalla stampa.
Lentamente Charlotte divenne una giocatrice di punta,  nel 1887 prese parte al torneo di Wimbledon, nel quale procedette al punto da poter sfidare la campionessa in carica, Blanche Bingley, che sconfisse 6–2, 6–0.
Le due si incontrarono nuovamente nel West of England Tournament nel 1888. Sebbene definito come torneo open i giudici di gara decisero di attribuire alla Dod un handicap di 15. Ciononostante Lottie riuscì a sconfiggere la sua avversaria, ora nota col nome da sposata, Blanche Hillyard. La finale di Wimbledon di quell'anno fu la replica di quella precedente, Charlotte Dod vinse 6–3, 6–3.
Lottie Dod aveva uno stile di gioco considerato, all'epoca, poco ortodosso ma molto moderno se visto con parametri attuali. Fu probabilmente la prima giocatrice a colpire la palla appena prima del culmine della parabola e a impugnare la racchetta con una mano sola.
Nel 1889 Lottie prese parte (e vinse) ad un solo torneo open, il Northern Championships, per la delusione dei suoi fan non partecipò al torneo di Wimbledon, in quel periodo stava facendo un viaggio in barca a vela col fratello al largo delle coste scozzesi e non voleva interrompere il viaggio per il torneo. Anche nel 1890 non partecipò a eventi agonistici.
Nel 1891 vinse il suo terzo torneo di Wimbledon sconfiggendo nuovamente Blanche Hillyard (6–2, 6–1). L'anno successivo, dopo la sua prima sconfitta in un torneo singolare (ed ultima delle cinque sconfitte in tutta la sua carriera) ad opera dell'irlandese Louise Martin nell'Irish Championships vinse nuovamente a Wimbledon sconfiggendo nuovamente la Hillyard.
L'ultima stagione agonistica nel tennis fu nel 1893, anno in cui prese parte a due soli tornei, in entrambe le occasioni trionfò su Blanche Hillyard in tre set. Il suo record di cinque vittorie a Wimbledon non durò a lungo, la Hillyard vinse il suo sesto titolo nel 1900. Suzanne Lenglen infranse il record delle tre vittorie consecutive vincendo le edizioni del torneo dal 1919 al 1923.
Oltre ai tornei femminili Lottie effettuò e vinse diversi incontri con uomini (abitualmente dotati di handicap), in una di queste occasioni ebbe la meglio su Ernest Renshaw e George Hillyard (il marito di Blanche) in un doppio insieme a Herbert Baddeley.

#### Finali del Grande Slam
| Anno | Torneo                  | Avversario in finale     | Punteggio     |
| 1887 | Torneo di Wimbledon     | Blanche Bingley          | 6–2, 6–0      |
| 1888 | Torneo di Wimbledon (2) | Blanche Bingley Hillyard | 6–3, 6–3      |
| 1891 | Torneo di Wimbledon (3) | Blanche Bingley Hillyard | 6–2, 6–1      |
| 1892 | Torneo di Wimbledon (4) | Blanche Bingley Hillyard | 6–1, 6–1      |
| 1893 | Torneo di Wimbledon (5) | Blanche Bingley Hillyard | 6–8, 6–1, 6–4 |

### Sport invernali
Benché il tennis rimase il suo sport preferito negli anni successivi Lottie rivolse la sua attenzione anche ad altre attività, nel 1895 si unì al fratello per recarsi a Saint Moritz, già all'epoca rinomata località sciistica. Qui superò il St. Moritz Ladies's Skating Test (pattinaggio di figura), il più prestigioso test di pattinaggio femminile dell'epoca. Prese parte alla gara di bob del Cresta Run, e iniziò a praticare l'alpinismo col fratello, nel febbraio del 1896 scalò due vette elevate 4000 m s.l.m.
Dopo un lungo giro ciclistico in Italia, Lottie e Tony tornarono in Inghilterra per tornare però a St Moritz in novembre accompagnati dalla madre e dal fratello Willy. Questa volta Lottie provò e passò il St. Moritz Men's Skating Test, l'equivalente maschile del test superato l'anno precedente, partecipò inoltre ad alcune gare di curling. Nell'estate del 1897 scalò diverse montagne in Norvegia insieme al fratello Tony.

### Hockey su prato
All'epoca in cui Lottie ne iniziò la pratica l'hockey femminile era ancora agli albori, fu uno dei membri fondatori del club femminile di Spital, dove, nel ruolo di centravanti divenne ben presto capitano della squadra.
Nel 1898 divenne capitano della squadra della contea dello Cheshire, il 21 marzo dello stesso anno debuttò in nazionale sconfiggendo l'Irlanda per 3–1.
Entrambe le reti nella rivincita dell'anno successivo furono opera di Lottie Dod, la squadra vinse 2–1. Dod non prese parte all'incontro col Galles a causa di un attacco di sciatica che la tenne lontana dall'attività sportiva per diversi mesi.
Nel 1901 non prese parte ad alcun evento sportivo, tutti i membri della famiglia cessarono le attività in seguito alla morte della madre nell'agosto 1901, in quel periodo Lottie perse l'interesse per l'hockey, giocò ancora pochi incontri con la sua squadra di club.

### Golf
All'epoca in cui Lottie iniziò a giocare a golf, a soli 15 anni, pochi club ammettevano le donne. Diversamente da quanto accadde col tennis Lottie trovò il golf ostico e quando iniziò a interessarsene seriamente era già stata fondata la Ladies Golf Union (LGU), il golf femminile era diventato una realtà diffusa.
Nel 1894 Charlotte fondò un club femminile a Moreton e prese parte al campionato nazionale dove fu eliminata al terzo turno. Il suo interesse per l'attività crebbe e divenne una partecipante fissa al campionato nazionale e agli altri tornei. Nel 1898 e nel 1900 giunse fino alle semifinali nei campionati nazionali ma entrambe le volte fu sconfitta.
Nel 1901 non prese parte ad alcun torneo e nei due anni successivi ebbe un'attività molto ridotta ma prese parte al campionato nazionale del 1904 presso il Royal Troon Golf Club dove, per la terza volta nella sua carriera, si qualificò per la semifinale che vinse, in finale incontrò May Hezlet, campionessa nazionale nel 1899 e nel 1902. L'incontro fu serrato, dopo 17 buche le due contendenti erano pari, all'ultima buca la Hezlet mancò di poco la buca e Charlotte Dod divenne la prima e unica donna a vincere il titolo nazionale nel golf e nel tennis.
Dopo questa vittoria Lottie partì per Philadelphia su invito di Frances Griscom, un ex-golfista statunitense, per assistere all'American Ladies Championship. Dopo il suo arrivo Lottie scoprì che il torneo era stato aperto anche a golfiste non statunitensi, le venne richiesto di partecipare. Fu eliminata al primo turno ma persuase diversi golfisti d'oltreoceano a prendere parte ai campionati britannici l'anno successivo.
Nella settimana che precedeva i campionati nazionali del 1905 erano previsti tre incontri internazionali, Lottie fu l'unica golfista britannica ad essere sconfitta nell'incontro con gli Stati Uniti vinto dalla squadra inglese per 6–1. Seguì la sconfitta 3–4 contro la Scozia e la vittoria 4–3 contro l'Irlanda, Dod perse entrambi i suoi incontri. In seguito fu eliminata al quarto turno nei campionati nazionali, con questa débâcle concluse la sua carriera nel golf.

### Tiro con l'arco
Nell'autunno del 1905, Lottie e i fratelli vendettero la tenuta di famiglia e si trasferirono nei pressi di Newbury, Berkshire. Già in passato avevano praticato il tiro con l'arco ma da questo momento in puoi vi si dedicarono più seriamente e entrarono a far parte del club degli Welford Park Archers di Newbury.
Lottie Dod vinse il primo torneo nel 1906 e si piazzò quinta nel Grand National Archery Meeting del 1906, 1907 e 1908. I suoi risultati nel 1908 le valsero un posto nella squadra olimpica, il torneo femminile di tiro con l'arco vide la partecipazione di sole atlete britanniche, spiccava l'assenza di Alice Legh, considerata la migliore arciera dell'epoca.
Dod fu in vantaggio alla fine del primo giorno di gare ma fu sconfitta il secondo giorno da Queenie Newall e da Beatrice Hill-Lowe, piazzandosi al secondo posto con il punteggio di 642 punti contro i 688 della Newall, mentre Hill-Lowe risultò terza. Meglio andò al fratello Willy che vinse la medaglia d'oro nella competizione maschile.
Nel 1910 Lottie quasi vinse il Grand National, sarebbe stato il titolo nazionale nel terzo sport. Sia Lottie sia il fratello erano alla guida della classifica al termine del primo giorno ma finirono entrambi al secondo posto.
Dopo lo scioglimento del club di cui erano membri Lottie e Willy persero interesse nel tiro con l'arco, con ciò finì la carriera sportiva di Charlotte.

### Gli ultimi anni
Nel 1913, Willy e Lottie si trasferirono in una casa nuova a Bideford (Tony nel frattempo si era sposato). Quando scoppiò la prima guerra mondiale, Willy fu arruolato nei Royal Fusiliers mentre la sorella lavorò per la Croce Rossa in un ospedale militare di Speen. Lottie desiderava essere trasferita al fronte in Francia ma all'epoca soffriva di sciatica, rimase quindi nel Regno Unito. Al termine della guerra le fu conferita la Service Medal dalla Croce Rossa per aver collaborato più di 1.000 ore.
In seguito visse a Londra e nel Devon, fino a oltre 80 anni si recò a vedere tutti i tornei di Wimbledon. Dopo la morte del fratello Willy nel 1954, visse in diverse case di riposo nel sud dell'Inghilterra stabilendosi infine alla Birchy Hill Nursing Home di Sway, Hampshire dove morì a 88 anni mentre ascoltava la radiocronaca del torneo di Wimbledon.
Lottie Dod entrò nella International Tennis Hall of Fame nel 1983.